# Skaftöpartiet
Skaftöpartiet var ett lokalt politiskt parti i Lysekils kommun i Sverige. Det var representerat med 1 mandat i kommunfullmäktige mandatperioden 2010–2014. Under den sista delen av mandatperioden ingick det i den styrande koalitionen i kommunen. Inför valet 2014 meddelade man att partiet skulle gå samman med Lysekilspartiet, delvis till följd av att antalet mandat i kommunfullmäktige skulle minskas till den kommande mandatperioden, och man då ansåg att man skulle ha större påverkansmöjligheter i koalition med ett större parti.